# Ядерная регрессия
Ядерная регрессия (англ. kernel regression) — непараметрический статистический метод, позволяющий оценить условное математическое ожидание случайной величины. Его смысл заключается в поиске нелинейного отношения между парой случайных величин X и Y.
В любой непараметрической регрессии условное матожидание величины {\displaystyle Y} относительно величины {\displaystyle X} можно записать так:
{\displaystyle \operatorname {E} (Y|X)=m(X)}
где {\displaystyle m} — некая неизвестная функция.

## Ядерная регрессия Надарая — Уотсона
Надарая и Уотсон одновременно (в 1964 году) предложили оценивать {\displaystyle m} как локально взвешенное среднее, где веса определялись бы ядром. Оценка Надарая — Уотсона:
{\displaystyle {\widehat {m}}_{h}(x)={\frac {\sum _{i=1}^{n}K_{h}(x-x_{i})y_{i}}{\sum _{i=1}^{n}K_{h}(x-x_{i})}}}
где {\displaystyle K} — ядро с шириной окна {\displaystyle h}. Знаменатель представляет собой весовой член с единичной суммой.

### Получение
{\displaystyle \operatorname {E} (Y|X=x)=\int yf(y|x)dy=\int y{\frac {f(x,y)}{f(x)}}dy}
Находя ядерную оценку плотности для совместного распределения f(x,y) и распределения f(x) с ядром K,
{\displaystyle {\hat {f}}(x,y)={\frac {1}{n}}\sum _{i=1}^{n}K_{h}\left(x-x_{i}\right)K_{h}\left(y-y_{i}\right)},

{\displaystyle {\hat {f}}(x)={\frac {1}{n}}\sum _{i=1}^{n}K_{h}\left(x-x_{i}\right)},
получаем
{\displaystyle \operatorname {\hat {E}} (Y|X=x)=\int {\frac {y\sum _{i=1}^{n}K_{h}\left(x-x_{i}\right)K_{h}\left(y-y_{i}\right)}{\sum _{i=1}^{n}K_{h}\left(x-x_{i}\right)}}dy,}
{\displaystyle \operatorname {\hat {E}} (Y|X=x)={\frac {\sum _{i=1}^{n}K_{h}\left(x-x_{i}\right)\int y\,K_{h}\left(y-y_{i}\right)dy}{\sum _{i=1}^{n}K_{h}\left(x-x_{i}\right)}},}
{\displaystyle \operatorname {\hat {E}} (Y|X=x)={\frac {\sum _{i=1}^{n}K_{h}\left(x-x_{i}\right)y_{i}}{\sum _{i=1}^{n}K_{h}\left(x-x_{i}\right)}},}
это и есть оценка Надарая — Уотсона.

## Ядерная оценка Пристли — Чжао
{\displaystyle {\widehat {m}}_{PC}(x)=h^{-1}\sum _{i=1}^{n}(x_{i}-x_{i-1})K\left({\frac {x-x_{i}}{h}}\right)y_{i}}

## Ядерная оценка Гассера — Мюллера
{\displaystyle {\widehat {m}}_{GM}(x)=h^{-1}\sum _{i=1}^{n}\left[\int _{s_{i-1}}^{s_{i}}K\left({\frac {x-u}{h}}\right)du\right]y_{i}}
где {\displaystyle s_{i}={\frac {x_{i-1}+x_{i}}{2}}}

## В статистических пакетах
- MATLAB: свободно распространяемый инструментарий для ядерных регрессий, оценок плотности и проч. доступны по ссылке (является приложением к книге[4]).
- Stata: kernreg2
- R: функция npreg в пакете np способна построить ядерную регрессию[5][6].
- Python: пакет kernel_regression (расширение sklearn).
- GNU Octave: математический программный пакет.